# Vasiľ Biľak

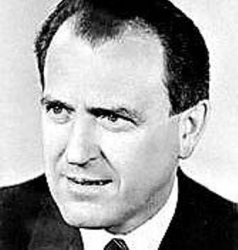
Vasil Biľak

Vasiľ Biľak (* 11. August 1917 in Bátorhegy, Komitat Sáros, Ungarn, Österreich-Ungarn (heute Krajná Bystrá, Slowakei); † 6. Februar 2014 in Bratislava; häufige Schreibweise im Deutschen Vasil Bilak) war ein tschechoslowakischer bzw. slowakischer kommunistischer Politiker russinischer Herkunft und von Januar bis August 1968 Parteichef der slowakischen Kommunisten.

## Leben
Vasiľ Biľak arbeitete ursprünglich als Schneider. Von 1955 bis 1968 und 1969 bis 1971 war er Mitglied des Zentralkomitees der Kommunistischen Partei der Slowakei (ÚV KSS); 1962 bis 1968 war er Sekretär und von Januar bis August 1968 Generalsekretär des ÚV KSS; vom April 1968 bis Dezember 1988 war Biľak Mitglied des Präsidiums des Zentralkomitees der Kommunistischen Partei der Tschechoslowakei (ÚV KSČ). Vom November 1968 bis Dezember 1988 war er Sekretär des ÚV KSČ und verfügte über bestimmten Einfluss über die Außenpolitik und Ideologie. 1960 bis 1989 war er Abgeordneter im tschechoslowakischen Parlament.
1968 gehörte er zum konservativen Flügel der KSČ (KPTsch) KPČ und zu den Verfassern des „Einladungsbriefs“ die eine sowjetische Intervention gegen den Prager Frühling forderten. Nach der sowjetischen Invasion unterstützte und betrieb er die Politik der „Normalisierung“ in der ČSSR, die eine Restaurierung der konservativen, neostalinistischen Positionen verfolgte. Biľak war einer der führenden Ideologen der Kommunistischen Partei und Mitglied oberster Parteigremien. In den 1980er Jahren kritisierte er den Perestroika-Kurs des russischen Parteichefs Michael Gorbatschow scharf.
Er war bis zuletzt entschiedener Gegner einer politischen Reform in der ČSSR.
Nach der Samtenen Revolution wurde er im Dezember 1989 aus der KSČ ausgeschlossen. Biľak starb 96-jährig am 6. Februar 2014 in Bratislava.

## Veröffentlichungen
- Wir riefen Moskau zu Hilfe. Der Prager Frühling aus der Sicht eines Beteiligten. Herausgegeben und übersetzt von Klaus Kukuk. Edition Ost, Berlin 2006, ISBN 978-3-360-01076-6.